# Мельгар-де-Абахо
Мельгар-де-Абахо (ісп. Melgar de Abajo) — муніципалітет в Іспанії, у складі автономної спільноти Кастилія-і-Леон, у провінції Вальядолід. Населення — 145 осіб (2010).
Муніципалітет розташований на відстані близько 240 км на північний захід від Мадрида, 75 км на північний захід від Вальядоліда.

## Демографія
Динаміка населення (INE ):